# Kritika Matky Terezy
Dílo katolické jeptišky a misionářky Anjezë Gonxhe Bojaxhiu, obecně známé jako Matka Tereza a od roku 2016 jako Svatá Tereza z Kalkaty, se setkalo se smíšenými reakcemi významných osobností, vlád a organizací. Její praktiky a praktiky Misionářek lásky, řádu, který založila, byly předmětem mnoha kontroverzí. Patří mezi ně námitky proti kvalitě lékařské péče, kterou poskytovaly, náznaky, že některé křty na smrtelné posteli představují nucenou konverzi, a údajné vazby na kolonialismus a rasismus.

## Kritika médií
Indický spisovatel a lékař Aroup Čatterdží, který krátce pracoval v jednom z domovů Matky Terezy, zkoumal finanční praktiky a další praxi Terezina řádu. V roce 1994 natočili dva britští novináři, Christopher Hitchens a Tariq Ali, na základě Čatterdžího práce kritický dokumentární film Pekelný anděl (Hell's Angel) na britské televizní stanici Channel 4. Následující rok Hitchens vydal knihu Misionářská pozice: Matka Tereza v teorii a praxi se opakovala mnohá obvinění z dokumentu. Čatterdží vydal v roce 2003 knihu The Final Verdict (Konečný verdikt), méně polemickou práci než byla Hitchensova a Aliho, ale stejně kritickou vůči Terezině činnosti. V roce 2003, poté, co byla Tereza blahořečena Janem Pavlem II, pokračoval Hitchens ve své kritice a označil ji za „fanatičku, fundamentalistku a podvodnici.“ Dále kritizoval katolickou církev za to, že uzdravení pacientky přisuzuje zázraku a že ignoruje svědectví pacientčina lékaře, který uzdravení své pacientky přisuzuje moderní medicíně. Vatikán vyzval Čatterdžího a Hitchense, aby během kanonizačního procesu předložili důkazy proti Tereze.

## Kvalita lékařské péče

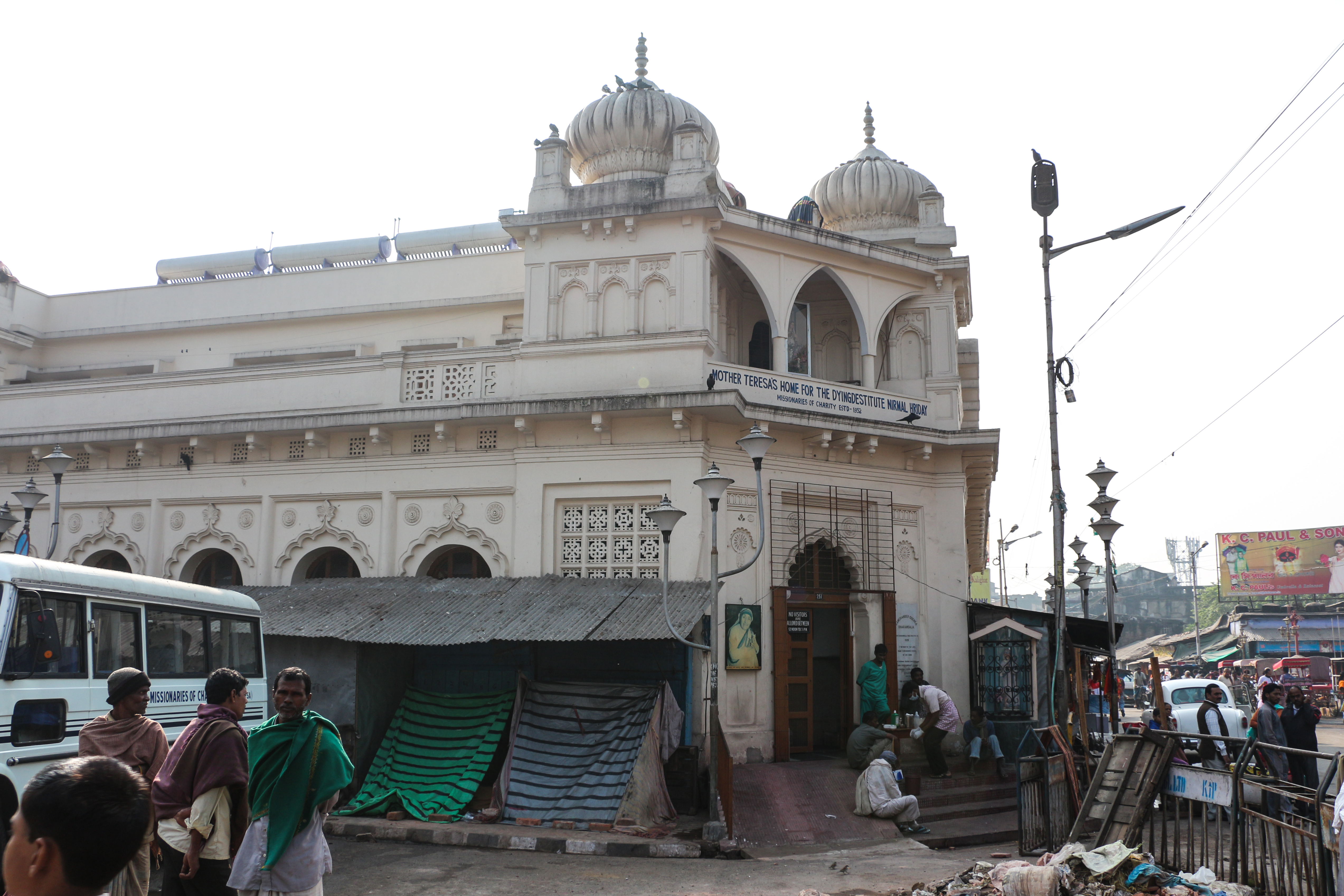
Domov Matky Terezy pro umírající chudé Nirmal Hriday v Kalkatě.

Zřejmě největší kontroverzi okolo Matky Terezy rozpoutala v roce 1991 skupina kanadských lékařů, která v nemocnici Misionářek milosrdenství odhalila otřesné hygienické podmínky, nedostatek jídla a mizivé množství utišujících prostředků. Důvodem byl specifický pohled Matky Terezy na utrpení a smrt. „Je krásné vidět chudé a nemocné, jak trpně přijímají svůj úděl a trpí jako Kristus o pašijích. Svět je jejich utrpením bohatší,“ řekla matka Tereza Christopheru Hitchensovi.
V roce 1994 navštívil Robin Fox, tehdejší redaktor britského lékařského časopisu The Lancet, Domov pro umírající chudé v Kalkatě a lékařskou péči, které se pacientům dostávalo, označil za „chaotickou.“ Všiml si, že sestry a dobrovolníci, z nichž někteří neměli žádné lékařské znalosti, často rozhodovali o péči o pacienty, protože v hospici chyběli lékaři: „Čas od času sem zavolají lékaře,“ napsal Fox, „ale obvykle rozhodují sestry a dobrovolníci (z nichž někteří mají lékařské znalosti), jak nejlépe dovedou.“ Fox byl svědkem toho, jak byl jeden pacient s vysokou horečkou léčen paracetamolem a tetracyklinem, antibiotikem, jen aby mu později hostující lékař diagnostikoval malárii a předepsal mu chlorochin. Fox výslovně obvinil Terezu ze zodpovědnosti za tyto podmínky v domově a napsal, že Matka Tereza „dává přednost prozřetelnosti před plánováním.“ Fox si také všiml, že personál buď odmítal používat, nebo neměl přístup ke krevním snímkům nebo „jednoduchým algoritmům, které by sestrám mohly pomoci rozlišit“ mezi vyléčitelnými a nevyléčitelnými pacienty: „Vyšetření, jak mi bylo řečeno, jsou zřídkakdy přípustná.“
Fox připustil, že režim, který pozoroval, zahrnoval „čistotu, ošetřování ran a vředů a láskyplnou laskavost,“ ale kritizoval „duchovní přístup“ sester k léčbě bolesti: „Byl jsem znepokojen, když jsem se dozvěděl, že receptář neobsahuje žádná silná analgetika. Spolu se zanedbáváním diagnózy označuje absence dobrých analgetik přístup Matky Terezy jako jasně oddělený od hospicového hnutí. Vím, čemu dávám přednost.“
Mary Loudonová, která ve stejném zařízení pracovala jako dobrovolnice, pozorovala „injekční stříkačky myté pod studenou vodou a znovu používané, aspirin podávaný těm, kdo mají rakovinu v terminálním stadiu, a studené koupele podávané všem.“ A také přeplněnost. Objevuje se řada dalších zpráv, které dokumentují nepozornost vůči lékařské péči v řádových zařízeních. Podobný názor vyjádřili i někteří bývalí dobrovolníci, kteří pro Terezin řád pracovali. Sama Matka Tereza označovala tato zařízení jako „domy umírajících.“
V roce 2013 skupina akademiků z Université de Montréal v obsáhlém přehledu zahrnujícím 96 % literatury o Matce Tereze posílila výše uvedenou kritiku a podrobně popsala mimo jiné misionářčinu praxi „péče o nemocné oslavováním jejich utrpení namísto jeho zmírňování, ... její pochybné politické kontakty, podezřelé hospodaření s obrovskými finančními částkami, které dostávala, a její příliš dogmatické názory týkající se zejména potratů, antikoncepce a rozvodů.“ Studie zpochybnila motivaci Vatikánu ignorovat masu kritiky a dospěla k závěru, že „posvěcený obraz Matky Terezy - který neobstojí při analýze faktů - byl vykonstruován a že její blahořečení bylo zorganizováno účinnou kampaní pro styk s médii,“ kterou zosnoval katolický konvertita a protipotratový novinář BBC Malcolm Muggeridge.

## Křty umírajících
Podle Christophera Hitchense Matka Tereza povzbuzovala členy svého řádu, aby tajně křtili umírající pacienty bez ohledu na jejich vyznání. Susan Shieldsová, bývalá členka Misionářek lásky, píše, že „sestry se měly každého člověka v nebezpečí smrti zeptat, zda chce „lístek do nebe“. Kladná odpověď měla znamenat souhlas se křtem. Sestra pak měla předstírat, že pacientovi jen chladí hlavu mokrým hadrem, zatímco ve skutečnosti ho křtila a tiše říkala potřebná slova. Důležité bylo utajení, aby nevyšlo najevo, že sestry Matky Terezy křtí hinduisty a muslimy.“
Murray Kempton tvrdil, že pacientům nebyly poskytnuty dostatečné informace, aby se mohli informovaně rozhodnout, zda chtějí být pokřtěni, ani o teologickém významu křesťanského křtu. Simon Leys, který tuto praxi obhajoval v dopise pro New York Review of Books, tvrdil, že nucená konverze je buď benevolentní, nebo morálně neutrální.

## Vztahy s kontroverzními osobnostmi
V knihách Pekelný anděl a Misionářská pozice Hitchens kritizoval to, co vnímal jako podporu Matky Terezy Enveru Hodžovi, který v roce 1967 násilně uzavřel všechna náboženská zařízení, včetně římskokatolických, a zakázal i soukromé bohoslužby. V době půstu a ramadánu používal ve školách a na pracovištích metody nástrah tím, že nabízel jídla a nevodové nápoje, které byly v době půstu při těchto svátcích zakázány (a muslimům nabízel vepřové maso, které je pro ně podle islámských stravovacích zákonů zakázáno vždy). To trvalo až do Hodžovy smrti v roce 1985, zatímco jeho nástupce Ramiz Alia byl k soukromým náboženským obřadům tolerantnější. V srpnu 1989 navštívila Albánii, kde ji přijali vdova po Hodžovi Nexhmije, ministr zahraničí Reis Malile, ministr zdravotnictví Ahmet Kamberi, předseda Lidového shromáždění Petro Dode a další státní a straničtí představitelé, následně položila kytici na Hodžův hrob a položila věnec k soše Matky Albánie.
Přijala peníze od britského vydavatele Roberta Maxwella, který, jak se později ukázalo, zpronevěřil 450 milionů britských liber z penzijních fondů svých zaměstnanců. Ani v jednom případě nic nenasvědčuje tomu, že by před přijetím daru věděla o nějaké krádeži.

Kritika se však zaměřuje na Teresino prohlášení vypracované v případu Charlese Keatinga, kdy byl Keating obviněn z podvodu po podnikatelských neúspěších. Keating daroval Matce Tereze miliony dolarů a půjčil jí své soukromé letadlo, když navštívila Spojené státy. Keatingovo odsouzení bylo po odvolání zamítnuto, stejně jako zkrácený rozsudek. Keating se později přiznal ke čtyřem obviněním z podvodů při převodech a bankrotu, a byl odsouzen.
Po pozastavení občanských svobod indickou premiérkou Indirou Gándhíovou v roce 1975 (výjimečný stav) Matka Tereza prohlásila: „Lidé jsou šťastnější. Je více pracovních míst. Neexistují stávky.“ Tyto souhlasné komentáře byly považovány za důsledek přátelství mezi Terezou a Kongresovou stranou. Komentáře Matky Terezy byly kritizovány některými lidmi mimo Indii v katolických médiích.
Podpořila nominaci Licio Gelliho na Nobelovu cenu za literaturu Gelli byl známý tím, že stál v čele zednářské lóže Propaganda Due, která byla zapletena do různých vražd a vysoce postavených korupčních kauz v Itálii, a také tím, že měl úzké vazby na neofašistické Italské sociální hnutí a vojenskou juntu, která vládla během poslední diktatury v Argentině (1976-1983).[zdroj?]
V roce 2017 investigativní novinář Gianluigi Nuzzi v knize Prvotní hřích zveřejnil účetní dokumenty z kontroverzní Vatikánské banky (oficiálně známé jako Institut pro náboženská díla), které odhalily, že finanční prostředky, které byly vedeny jménem Matky Terezy na její charitativní účely, z ní učinily největšího klienta banky a dosahovaly miliardových částek. Kdyby provedla značné výběry, hrozilo by, že banka nebude schopna splácet své závazky.

## Motivace k charitativní činnosti
Čatterdží prohlásil, že veřejný obraz Matky Terezy jako „pomocnice chudých“ je zavádějící a že i ty největší domovy slouží jen několika stovkám lidí. V roce 1998 se mezi 200 charitativními pomocnými organizacemi, které údajně působí v Kalkatě, Misionářky lásky neumístily mezi největšími charitativními organizacemi - větší počet chudých obsluhuje zejména charitativní organizace Shromáždění Boží, která denně poskytuje 18 000 jídel.
Čatterdží uvedl, že mnoho aktivit řádu není žádnou charitativní činností, ale místo toho řád využívá své prostředky na misijní činnost. Uvedl například, že v žádném z osmi zařízení, která Misionářky lásky provozují na Papui Nové Guineji, nejsou žádní obyvatelé, neboť slouží výhradně k obrácení místních obyvatel na katolickou víru.[zdroj?]
Hinduisté ji v její adoptivní zemi někdy obviňovali z toho, že se snaží „tajně“ obracet chudé na křesťanství. Christopher Hitchens označil organizaci Matky Terezy za sektu, která podporuje utrpení a nepomáhá potřebným. Řekl, že vlastní slova Matky Terezy o chudobě dokazují, že jejím záměrem nebylo pomáhat lidem, přičemž citoval její slova z tiskové konference v roce 1981, na níž jí byla položena otázka: „Učíte chudé snášet svůj úděl?“. Odpověděla: „ ... Svět je jejich utrpením bohatší.“

## Vztah ke kolonialismu a rasismu
Australská feministka Germaine Greerová ji označila za „náboženskou imperialistku“, která se ve jménu sběru duší pro Ježíše přiživovala na těch nejzranitelnějších. Historik Vijay Prašad v eseji ve sbírce White Women in Racialized Spaces o Matce Tereze řekl: „Matka Tereza je pro nás náboženskou imperialistkou“:
| „              | Matka Tereza je kvintesencí obrazu bílé ženy v koloniích, která pracuje na záchraně tmavých těl před jejich vlastními pokušeními a selháními. ... Euroameričany ovládaná mezinárodní média si nadále uchovávají koloniální představu, že bílí lidé jsou nějakým způsobem obzvláště obdařeni schopností vytvářet sociální změny. Když v tomto směru pracují neběloši, média obvykle hledají bílé dobrodince nebo učitele, případně bílé lidi, kteří stojí v záloze, aby řídili nebělošské aktéry. Tmavá těla nemohou jednat z vlastní vůle, aby napnula své vlastní schopnosti, protože musí čekat, jak média zřejmě naznačují, na nějakého koloniálního správce, technokrata z IBM nebo MMF, který jim řekne, jak mají věci dělat. Pokud jde o záchranu chudých, jsou temná těla opět neviditelná, protože se zdá, že média oslavují pouze otřepané fráze takových osobností, jako je Matka Tereza, a ignorují boje těchto těl za jejich vlastní osvobození. Otevřít život někoho, jako byla Matka Tereza, zkoumání je proto vždy obtížné. ... Činnost Matky Terezy byla spíše součástí globálního podniku na zmírnění buržoazní viny než skutečnou výzvou těm silám, které produkují a udržují chudobu. | “ |
| — Vijay Prašad | |   |

## Posmrtná kritika
Matka Tereza zemřela v roce 1997. Navzdory její žádosti, aby byly všechny její spisy a korespondence zničeny, byla jejich sbírka posmrtně vydána veřejnosti v knižní podobě. Její spisy odhalily, že se potýkala s pocity odloučenosti, které byly v protikladu k silným pocitům, jež prožívala jako mladá novicka. Ve svých dopisech Matka Tereza popisuje desetiletí trvající pocit odloučenosti od Boha a nedostatek dřívějšího zápalu, který charakterizoval její úsilí o založení Misionářek lásky. V důsledku toho byla některými souzena, že „přestala věřit“, a posmrtně kritizována za pokrytectví Thomas C. Reeves se domnívá, že tato kritika svědčí o základní neznalosti konceptu „temné noci duše.“
Holier than Thou, epizoda pořadu Showtime Penn & Teller z 23. května 2005 kritizovala Matku Terezu, stejně jako Mahátmu Gándhího a 14. dalajlámu. Konkrétně epizoda poukazovala na vztahy Matky Terezy s Charlesem Keatingem a rodinou Duvalierů, jakož i na kvalitu lékařské péče v jejím domově pro umírající. V epizodě se objevil Christopher Hitchens, který nabídl svědectví založené na svých reportážích o jejím životě. Podle Navina B. Chawly Misionářky lásky založily v Port-au-Prince malou misii. Den po návštěvě Matky Terezy a jejím odjezdu šla Duvalierova snacha do misie Matky Terezy a darovala jí 1 000 dolarů, nikoliv milion, jak se uvádí.
Když byla v roce 2016 kanonizována, Dan Savage upozornil na rozporuplné důkazy a obvinil NPR, že údajné zázraky popisuje způsobem, který upřednostňuje církevní výklad.
V roce 2021 publikovala Michelle Goldbergová, názorová sloupkařka deníku The New York Times, sloupek, v němž naznačila, že některé činy Matky Terezy byly činy vůdkyně sekty. Jeptišky se musely samy bičovat provazem nebo řetězem.

## Reakce na kritiku
Melanie McDonaghová se domnívá, že Matka Tereza je z velké části „kritizována za to, že nebyla tím, čím si nikdy nekladla za cíl být, že nedělala věci, které nikdy nepovažovala za svou práci.“ McDonaghová uvedla: „To, čím nebyla, byla hlava vlády. Neřešila základní příčiny chudoby, protože řešila symptomy, a to dělala dobře.“ Ani její sestry nebyly sociálními pracovnicemi. McDonaghová to komentovala slovy: „Nesnažila se dělat nic jiného než se chovat k lidem na okraji společnosti, jako by to byl sám Kristus.“
Mari Marcel Thekaekara poukazuje na to, že po válce v Bangladéši se do Kalkaty z bývalého Východního Pákistánu nahrnulo několik milionů uprchlíků. „Nikdo předtím neudělal ani zdaleka nic podobného řádu Matky Terezy, totiž že by sbíral zbídačené a umírající lidi z chodníků a poskytl jim čisté místo, kde by mohli důstojně zemřít.“
Navin B. Chawla zdůrazňuje, že Matka Tereza nikdy neměla v úmyslu stavět nemocnice, ale poskytnout místo, kde by ti, kterým bylo odmítnuto přijetí, „mohli alespoň zemřít utěšeni a s určitou důstojností.“ Kritikům Matky Terezy také oponuje tvrzením, že její pravidelné hospitalizace podněcovali zaměstnanci proti její vůli, a zpochybňuje tvrzení, že prováděla tajné křty. „Ti, kteří Matku Terezu a její poslání rychle kritizují, nejsou schopni nebo ochotni udělat nic, aby pomohli vlastníma rukama.“
Podle Marka Woodse, který píše v Christian Today: „A možná stejně významný, pokud jde o její vnímání veřejností, je mezi křesťany pocit, že její kritici ve skutečnosti nerozumějí tomu, co dělala. Takže kritizovat ji například za to, že se staví proti potratům a antikoncepci, znamená kritizovat ji za to, že nevede sekulární charitu, což nikdy nepředstírala.“